# Serie Mundial Amateur de Béisbol de 1970
La XVIII Serie Mundial Amateur de Béisbol se llevó a cabo en Cartagena de Indias, Colombia del 18 de noviembre al 4 de diciembre de 1970..

## Hechos destacados
- Por primera vez participan equipos de Europa desde la primera edición en 1938 siendo Italia y Países Bajos las primeras selecciones.

## Primera Ronda
Cuba y Estados Unidos empataron por lo que fue necesario una serie extra tres juegos.
| Posición | Equipo                | Ganados | Perdidos |
| -------- | --------------------- | ------- | -------- |
| 1        | Cuba                  | 10      | 1        |
| 2        | Estados Unidos        | 10      | 1        |
| 3        | Puerto Rico           | 9       | 2        |
| 4        | Colombia              | 8       | 3        |
| 5        | Venezuela             | 7       | 4        |
| 6        | República Dominicana  | 6       | 5        |
| 7        | Nicaragua             | 4       | 7        |
| 8        | Antillas Neerlandesas | 3       | 8        |
| 9        | Italia                | 1       | 9        |
| 10       | Canadá                | 1       | 9        |
| 11       | Países Bajos          | 1       | 10       |

## Serie Final
| Posición | Equipo         | Ganados | Perdidos |
| -------- | -------------- | ------- | -------- |
| 1        | Cuba           | 2       | 0        |
| 2        | Estados Unidos | 0       | 2        |

| Cuba          |
| Campeón Cuba  |
| Décimo título |

## Clasificación Final
| Posición | Equipo                | Ganados | Perdidos |
| -------- | --------------------- | ------- | -------- |
| 1        | Cuba                  | 12      | 1        |
| 2        | Estados Unidos        | 10      | 3        |
| 3        | Puerto Rico           | 9       | 2        |
| 4        | Colombia              | 8       | 3        |
| 5        | Venezuela             | 7       | 4        |
| 6        | República Dominicana  | 6       | 5        |
| 7        | Nicaragua             | 4       | 7        |
| 8        | Antillas Neerlandesas | 3       | 8        |
| 9        | Italia                | 1       | 9        |
| 10       | Canadá                | 1       | 9        |
| 11       | Países Bajos          | 1       | 10       |